# Austroglossus
Austroglossus is een geslacht van straalvinnige vissen uit de familie van eigenlijke tongen (Soleidae) uit de orde van platvissen (Pleuronectiformes).

## Soorten
- Austroglossus microlepis (Bleeker, 1863) – West-Zuid-Afrikaanse tong
- Austroglossus pectoralis (Kaup, 1858) – Oost-Zuid-Afrikaanse tong